# Рогозина (Орловская область)
Рогозина — опустевшая деревня в составе Хуторского сельского поселения Болховского района Орловской области. Население 0 человек (2010). По данным администрации Хуторского сельского поселения, опубликованным в 2017—2018 гг., деревня Рогозина не фиксируется.

## География
Деревня расположена в центральной части Среднерусской возвышенности в лесостепной зоне, на севере Орловской области, возле административной границы с Ульяновским районом Калужском области и находится у р. Покой. Уличная сеть не развита.
Климат
близок к умеренно-холодному, количество осадков является значительным, с осадками в засушливый месяц. Среднегодовая норма осадков — 627 мм. Среднегодовая температура воздуха в Болховском районе — 5,1 °C.

## Население
| 2010 |
| ---- |
| 0    |

По данным Всероссийской переписи населения 2002 года и 2010 года жителей нет.

## Инфраструктура
Было развито сельское хозяйство.

## Транспорт
Просёлочные дороги.